# مدسین پارک (اکلاهما)
مدسین پارک(به انگلیسی: Medicine Park) شهری در ایالت اکلاهما کشور ایالات متحده آمریکا است که جمعیت آن در سرشماری سال ۲۰۱۰ میلادی، ۳۸۲ نفر بوده‌است.